# Leapmotor S01
La Leapmotor S01 (cinese: 零跑S01), precedentemente nota come Leapmotor LP-S01, è la prima autovettura elettrica prodotta dalla casa automobilistica cinese Leapmotor dal 2019 al 2021.

## Descrizione
Il primo prototipo della S01 è stato mostrato al salone di Guangzhou 2017. A quel tempo, la società aveva raccolto abbastanza capitale ed era iniziata la costruzione della fabbrica nella quale poter assemblare la vettura. Le prime consegne sono avvenute nel giugno 2019.
L'auto è una coupé con configurazione dei posti 2+2 alimentata da un motore elettrico sincrono a magnete permanente da 167 CV e 250 Nm, che la fa accelerare da 0 a 100 km/h in 6,9 secondi.
L'auto è dotata del sistema di guida autonoma di livello 2 (chiamata "Leap Pilot").
Nel marzo 2020 sono state aggiunte due opzioni di batteria: da 35,6 kWh e 48 kWh.